# Sejsmologia górnicza
Sejsmologia górnicza – dział sejsmologii ukierunkowany na wykorzystanie metod sejsmicznych w kopalniach. 
Działalność górnicza narusza równowagę w górotworze i co prowadzi powstania naprężeń, odkształcenia i ewentualnego wyzwolenia akumulowanej energii w postaci wstrząsu połączonego z trwałą deformacją. Sejsmologia górnicza zajmuje się obserwacjami wstrząsów, powstałych wskutek działalności człowieka i ich interpretacją. Wykorzystuje sprzęt i aparaturę podobną do tej stosowanej w badaniach trzęsień ziemi. 
Podstawowym pomiarem jest określenie parametrów źródła wstrząsu: lokalizacja źródła, obliczenie energii sejsmicznej i teoretycznego modelu mechanizmu wstrząsu. Na podstawie tego ocenia się stan zagrożenia tąpaniami oraz przewiduje się możliwość ich wystąpienia. Na podstawie tych obserwacji można zapobiegać wypadkom, np. przez rozładowanie naprężeń.  
Aparaturą wykorzystywaną w sejsmologii górniczej są sejsmometry i nadajniki, a także odbiorniki, rejestratory oraz komputery.